# 八旗
八旗（穆麟德轉寫：jakūn gūsa）是清朝特有的集军事、生产和行政管理于一体的社会组织，旗下之人称作“旗人”或“八旗子弟”。八旗的雏形来自于满洲人前身明代女真人的射猎小队“牛录”。努尔哈赤改善了这一制度，于1615年正式创立八旗，分为镶黄、正黄、正白、正红、镶白、镶红、正蓝、镶蓝八个旗色，随后数十年的征战和发展过程中，又逐渐吸收了蒙古、汉人等族群而增设蒙古八旗和汉军八旗，形成了一个以满洲为核心、蒙古、汉军为主体的多族群联合的社会集团。
八旗对清兵入關和此后维持政局的稳定起到了至关重要的作用，出征平叛，无役不与，因此被清朝统治者视为“国家根本所繫”。清廷在施政方面采取旗民分治的政策，在汉地的统治基本上沿用明制，而八旗卻在行政隶属上则独立于这一体系之外，保持在滿洲形成自身特有的傳統體系，因此又被称为“国中之国”。八旗子弟“生则入档，壮则当兵”，故以披甲从军为主要职业，此外还可选择出仕，他们在教育、科考、任职、律法等政治、经济领域均享有一定特权，八旗成員從而控制國家的各個層面。自清中后期，由于八旗人丁的滋生而兵额有限，闲散旗人增多，从而导致了八旗生计问题突显。相对安逸的生活也造成了八旗兵丁逐渐疏于操练，给了湘军等汉人地方武装的崛起的机遇；另一方面，西方列强用新式武器打开了中国的大门，统治者尝试对八旗进行改制以适应时局，但都收效甚微，无法阻止清朝和八旗走向衰败。
民国初年，八旗衙门因《清室优待条件》获得保留部分职能。1938年，随着最后一支八旗组织新疆锡伯旗营被改编为县治，八旗正式成为历史。

## 历史

### 创建之初

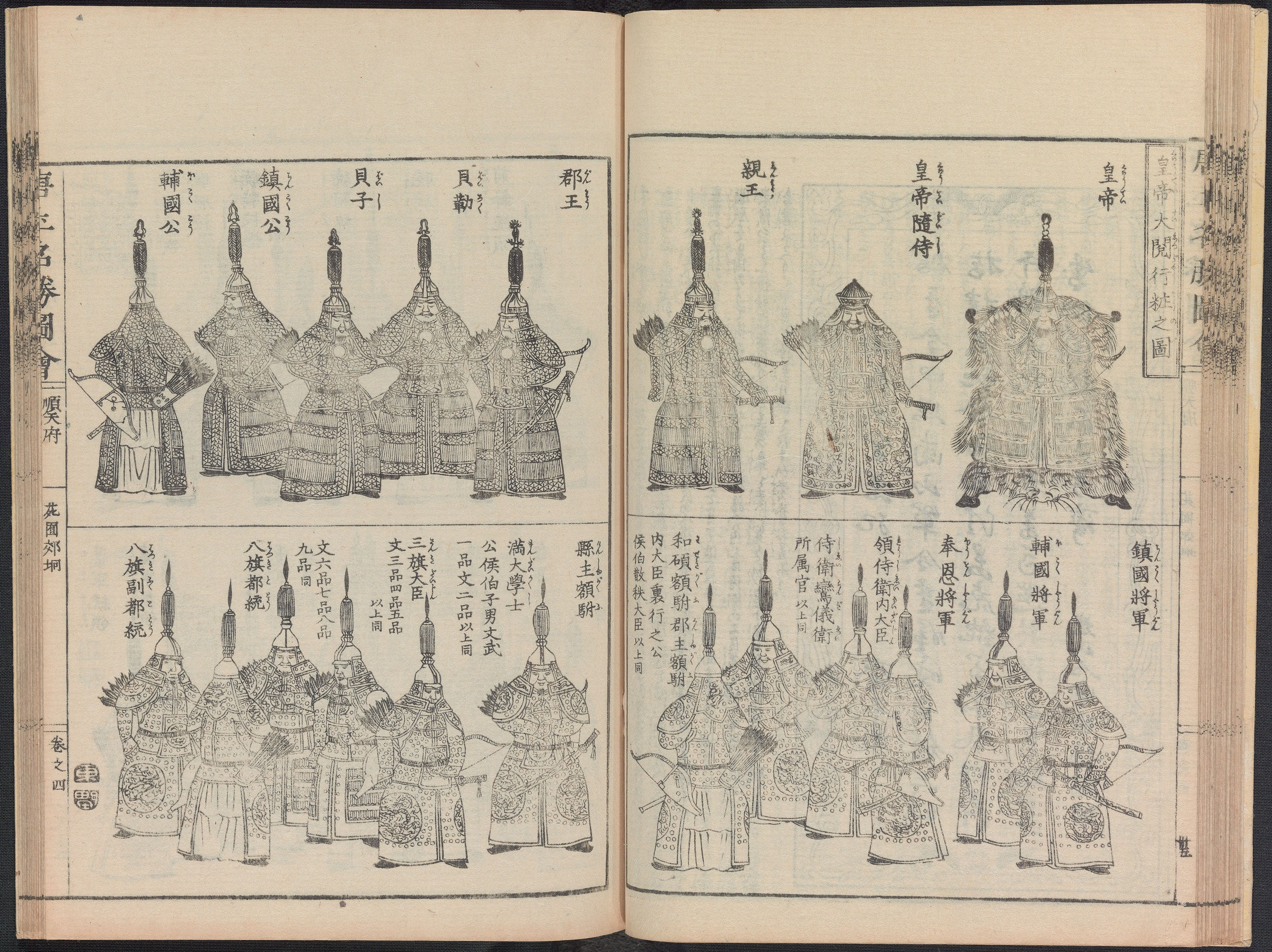
八旗王公大臣，选自《唐土名胜图会》

满族的前身女真人曾有过相近的制度——“猛安谋克”（女真文： /miŋgan mou-mu-xuwə/），不过八旗制度的直接来源是“牛彔额真”（穆麟德轉寫：niru ejen），本为明代女真人出猎开围之际临时设立的“十人之总领”。1584年，出身建州左卫的努尔哈赤兴起，牛录额真，此后汉译佐领，遂成为建州治下的正式官名，且统辖规模扩大至300人。努尔哈赤在征服女真各部的过程中不断兼并部众，佐领的数目也不断增多，对主动来归的部族，编隶时会考虑保持其血缘组织的完整性。努尔哈赤在每个牛录设佐领（穆麟德轉寫：niru janggin，牛录章京）1员，5佐领为1参领，设参领（穆麟德轉寫：jala janggin，甲喇章京）1员；5参领为1旗，设都统（穆麟德轉寫：gūsa i amban，固山昂邦）1员。都统之上为各旗旗主、领主，由努尔哈赤及其子侄担任，为入八分王公。1615年，建州已经吞并除叶赫之外的所有女真部落，而且蒙古、汉人也多有归附。麾下牛录已有百倍于起兵之初的规模。努尔哈赤在已建的黄白红蓝四旗的基础上，再增设四旗，以原四色旗分别镶边。原有的四旗称之为正黄、正白、正红、正蓝，而称新设四旗为镶黄、镶白、镶红、镶蓝，从而形成了八旗之规模。
八旗集行政、军事、社会、生产等职能于一身，对满洲及清朝的崛起影响深远。八旗作为行政组织，凡牛录所辖之人皆为八旗社会阶层中的部民，统治者以旗统之，发布政令。八旗将士“出则为兵，入则为民”，遇到战争时期由各旗从各牛录抽调兵丁，作战完毕后即回归牛录以耕养战。八旗制度还把原先散居各处、互不统属的部民整合在一个统一的组织当中，以旗-参领-佐领统治系统，建立起了一个井然有序的管理模式，使得来源不同旗人成为了一个不易分裂的整体。
在八旗成立之初，旗的名目上并无民族属性之分。在清太宗皇太极即位后的1629年，开始有蒙古二旗的记载。1635年，后金在征服察哈尔部后，对众多的蒙古壮丁进行了一次大规模的重新整编，组建为若干蒙古佐领分属八旗。汉军本为后金进入辽沈地区所获之汉人军民，在天命后期被以奴仆的形式分拨给诸贝勒、大臣等。皇太极即位后，以编组汉人牛录、科舉取士等手段，提高他们的待遇，使他们脱离奴仆身份，成为拥有单独户口的旗籍之人。汉军单独编旗始于1631年，1637年分为二旗，旗色玄青，1639年再分为四旗，旗色为正青旗和黄、白、红镶青边。1642年汉四旗撤编，组建为若干汉军牛录分属八旗，正式成为八旗的组成部分。因为有满洲、蒙古、汉军三个主要组成部分，一些史料又将八旗称作“二十四旗”，但事实上同一旗色下的满洲、蒙古、汉军三旗联一，是一个整体，隶属于同一旗主的行政管理之下。
八旗旗色的排序由于长幼尊卑、权力更迭等原因在初期大体上有过几次主要变化。在现有文献记录中最早记录排序顺序在天命七年，为正黄、镶黄、正红、镶红、镶蓝、正蓝、正白、镶白，此因努尔哈赤亲掌两黄旗、大贝勒代善主两红旗、二贝勒阿敏主镶蓝旗、三贝勒莽古尔泰主正蓝旗、四贝勒皇太极主正白旗、努尔哈赤长孙杜度主镶白旗，所以此排名与当时众旗主的长幼尊卑有关。皇太极即位之初，因镶白旗主在此阶段先后为阿济格与多尔衮，二人皆为正白旗主多铎兄长，所以正白与镶白位置调换。此后，皇太极先后打击了阿敏、莽古尔泰两大贝勒，两蓝旗的地位因此下降，八旗的排序也形成了一个两黄、两红、两白、两蓝的局面。崇德八年，皇太极去世，摄政王、镶白旗主多尔衮与正白旗主多铎互换旗色，并将同旗领主阿济格调入多铎所领之旗，多尔衮至此成为独掌正白旗的全旗之主，正白旗的位次力压宗王之元老代善而从第五位升至第三位。八旗的顺序至此变更为镶黄、正黄、正白、正红、镶白、镶红、正蓝、镶蓝，至此，终清一代再未有所变更。1650年，多尔衮去世，顺治帝开始亲政。为了加强皇权，顺治帝亲自统领了原属多尔衮的正白旗，由皇帝控制镶黄、正黄、正白三旗，称“上三旗”，皇帝的户口登记在镶黄旗内，称“镶黄旗第一参领第一佐领上御名”，故镶黄旗为头旗。由诸王公、贝勒掌控的正红、镶白、镶红、正蓝、镶蓝五旗则被称作下五旗，其中正红旗主为礼亲王、镶白旗主为肃亲王、镶红旗主为克勤郡王、正蓝旗主为豫亲王、镶蓝旗主为郑亲王。因八旗顺序有别，所以旗人由于战功或与皇室恩赐等原因从下五旗改隶上三旗者，称之为“抬旗”；而在同一旗色或旗分之间的户口转换则称之为“改旗”。

### 清朝时期

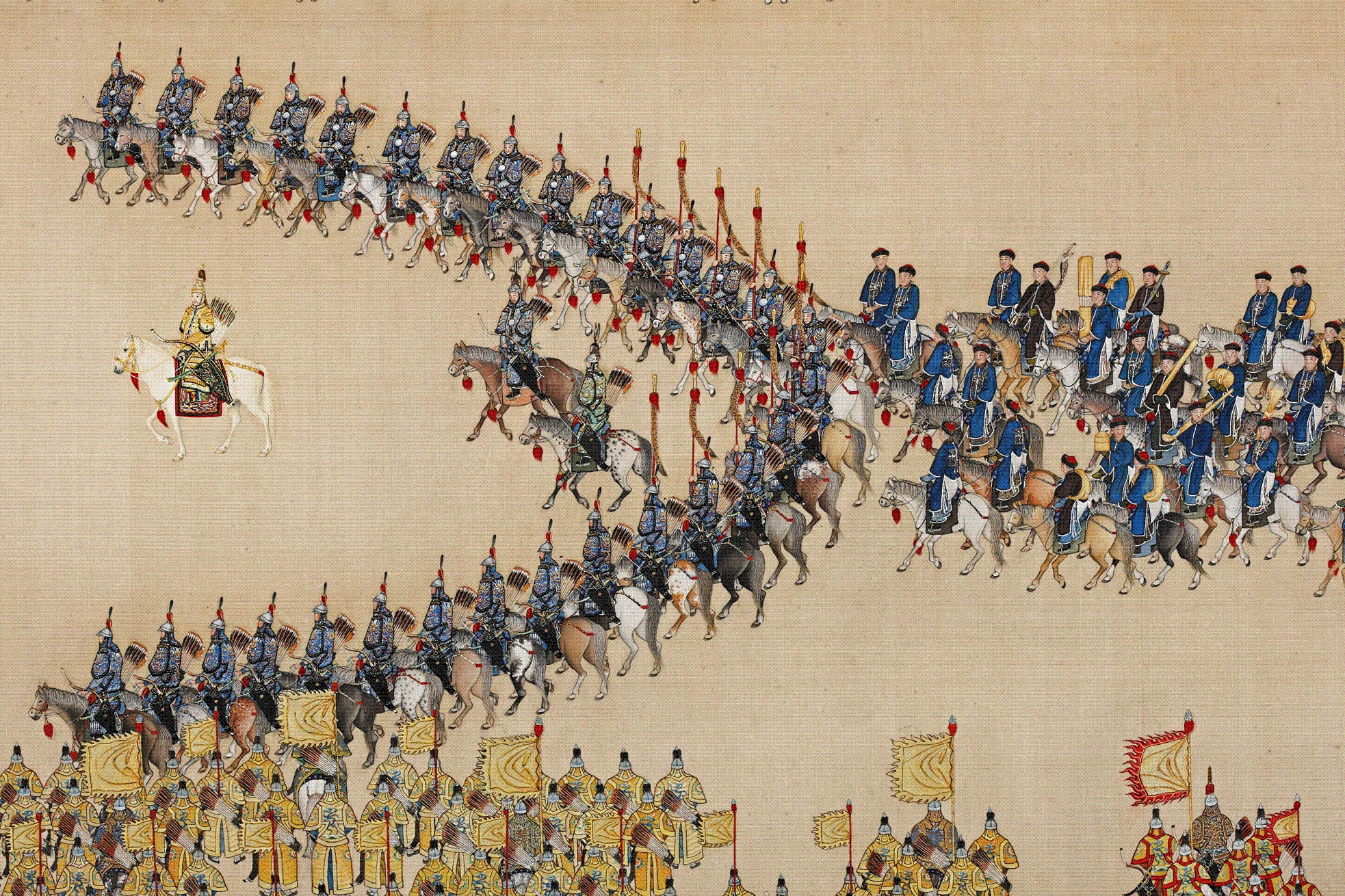
乾隆帝检阅八旗将士

入关前，由于施行八旗领主分封制的缘故，各旗不论财物还是属人对于入八分领主而言私属性质都很强。但随着顺治帝規定天子亲领上三旗，八分之制已彻底瓦解。为加强中央集权，清朝统治者开始剥夺旗主和入八分王公领主在各自旗内的权力。顺治年间，开始以王公薪俸制取代旗主均分制，八旗议政之制也被取消。此后，王公对本旗军队的统领权也遭到了削弱。雍正年间，雍正帝为了进一步加强中央集权，他以儒家“天无二日”之论发布谕旨，将下五旗旗人官员与旗主王公、贝勒的从属关系彻底废除，仅保留各属下包衣的直接控制权。下五旗中的旗分佐领，也由皇帝直辖。旗主对于本旗官员的任免权也被剥夺，八旗都统在康熙年间起施行跨旗担任，以防旗主王公掣肘。雍正元年（1723年），清廷在北京正式设立八旗都统衙门，改变此前百余年间，八旗都统“在府办事”，无公所衙门的境况。
在施政方面，清廷采取旗民分治的政策。清朝在汉地的统治基本上沿用明制，而八旗在行政隶属上则独立于这一体系之外，有自己的官僚体系，仿佛“中国之中涵一满洲国”。清廷视八旗为“国家根本所系”，在教育、科考、任职等政治、经济领域均享有一定特权。八旗子弟主要以披甲从军为主要职业，早期全民皆兵，平时从事生产，战时从征。入关以后，为了巩固统治，同时也是为了解除八旗官兵的后顾之忧，建立了八旗常备兵制和兵饷制度，此后八旗兵成为了职业兵，用于驻防或征战。不过，清代兵有常数，饷有定额，随着八旗人口的不断增加，并非所有人都有机会披甲，披甲人数的比例也越来越小。闲散旗人起初虽分有旗地耕种，由于制度束缚而不方便耕种，许多旗地租给佃户，有的甚至被典卖，导致一些下层旗人陷入了贫困状态。因此，至乾隆年间，八旗生计问题开始显现。为缓解这一问题，一部分资浅的汉军因此出旗为民。此后的几代皇帝又将一部分京旗子弟移往东北回垦，然而皆治标而不能治本。除吃粮当兵外，追求上进之旗人还可选择读书出仕。在教育方面，八旗兴办宗学、觉罗学、各类官学等，以教授其八旗子弟。科举之外，八旗子弟还可凭借笔帖式、翻译进士、侍卫等特有之途径进入仕途。统治者在任用官员的时候有旗缺汉缺之分，旗人可以补汉缺，而反之在理论上是不可能的。
清朝前期，多数八旗子弟的生活水平高于普通汉人。然而，相对安逸的生活也造成了八旗兵丁逐渐疏于操练。清廷以“国语、骑射”为国策，然而至乾隆年间，京旗兵丁和各地八旗驻防均有疏于操练、武艺不精的现象存在。而八旗大臣中知兵者也越来越少。这些都给了清后期湘军、淮军等汉人地方武装崛起的机遇；另一方面，自鸦片战争以来，西方列强用新式武器叩开了中国的大门，统治者所倚重的“骑射”也被时代所淘汰，清廷曾尝试对八旗进行改制以适应时局，及新式陆军建立，将部分京旗部队编为陆军第一镇，但均收效甚微，无法阻止当时内忧外患的清朝和八旗走向衰败。1907年，清廷废除旗民分治政策，然而仅仅4年后，辛亥革命爆发，清朝灭亡。

### 民国以降
宣統退位后，八旗作为《清室优待条件》的一部分，得以保留部分职能。八旗衙门隶属于中华民国北京政府陆军部，由该衙门向旗人进行饷银發放等善后工作。1924年，北京政变后，旗人饷银停止发放，八旗衙门仅徒有形式。1928年，国民革命军北伐成功，国民政府将八旗衙门正式裁撤。除京旗外，东北和西北的驻防八旗，例如呼伦贝尔的索伦八旗、布特哈八旗、新疆的锡伯营等，由于历史原因在民国时期成建制地保留了下来。1932年，呼伦贝尔副都统衙门和布特哈八旗等被满洲国政府撤销改组。1938年，锡伯营作为最后一支八旗组织随着驻地改设河南县而被新疆省政府撤销。
自清中后期，蒙古、汉军旗人因為其影響，因与傳統蒙古人、汉人在风俗习惯、语言行事上差异较大，而和满洲旗人几乎一致，所以到了民国时期，他们不但被人认为、也大部分自认为文化上的满族。在之后中华人民共和国政府进行民族识别的过程中，家族先世在清代有无旗籍也是判定当代满族的重要参考依据之一。因此，当代满族主要是由清代八旗制度下各族群融合而成的一个新的民族共同体。旗人作为满族的别称也流传至今。

## 编制

### 族裔
虽然整体上，八旗有满洲、蒙古、汉军三部份之分，但具体而论，八旗中的族属成分要更为复杂。它主要以满洲为核心，以汉、蒙古为主体，辅以高丽、索伦、锡伯、回和俄罗斯等族群，甚至还曾一度有安南人加入（廢帝黎維祁）。族源为汉人者主要隶属于汉军八旗，一部分隶属于内务府三旗、下五旗旗鼓佐领下的包衣组织，另有一部分為滿洲旗份下的正身旗人；族源为蒙古者主要隶属于蒙古八旗，少部分隶籍于满洲八旗，还有极少部分曾在明朝为官者隶属于汉军；族源为高丽者主要隶属于八旗满洲旗分佐领下，其余大部分隶属于内务府高丽佐领下的包衣组织；索伦、锡伯等主要为天聪、崇德年间以及清兵入关后被编入八旗的新满洲；族源为回人者主要为乾隆年间来京居住的和卓及其部属；阿尔巴津人则源自顺治、康熙年间归附清朝的俄罗斯人，清廷将其收编在镶黄旗满洲第四参领第十七佐领，俗称“俄罗斯佐领”。

### 阶层
八旗内部的各色人物中大体上可以分为外八旗人、包衣和旗下家奴三种。外八旗即八旗中的旗分佐领，主要源于入关前的自由民阶层，也是八旗的中坚力量。上至天潢贵胄、豪门世家，下至普通的八旗子弟，中间虽然存在着许多爵职等级，但都同属于这个阶层。包衣则是服侍皇帝、旗主、宗室领主的家内奴仆和庄园壮丁，但包衣在法律上并没有贱民的身份，实际上属于《大清律例》中良人的范畴。内务府以及大部分下五旗包衣都是正身旗人，拥有独立的户口，有的还拥有自己的旗下家奴。包衣因战功或皇室恩赐也可改隶于旗分佐领下，这也是抬旗的一种方式。旗下家奴则是八旗大臣和普通旗人的家仆，他们没有独立户籍，隶属于主家名下，所以又被称作“户下人”或“八旗户下家人”。旗下家奴属于《大清律例》中的贱民之地位，无法参与科举或出仕。清初，即便普通旗兵亦广泛拥有家奴，他们中的很多人都作为随丁同主人征战。在取得战功后，可获得独立开户，成为“开户人”，但仍与正身旗人有别，在选兵方面只能担任等级最低的步甲。清中后期，八旗生计问题突显，大量旗下家奴被放出或卖与汉人主家，很多旗人已不再拥有家奴。大量开户人也被乾隆帝下令出旗，但仍有少部分开户家奴因为历年已久，无从查考来源而跻身正身旗人行列。

### 地域

#### 禁旅八旗

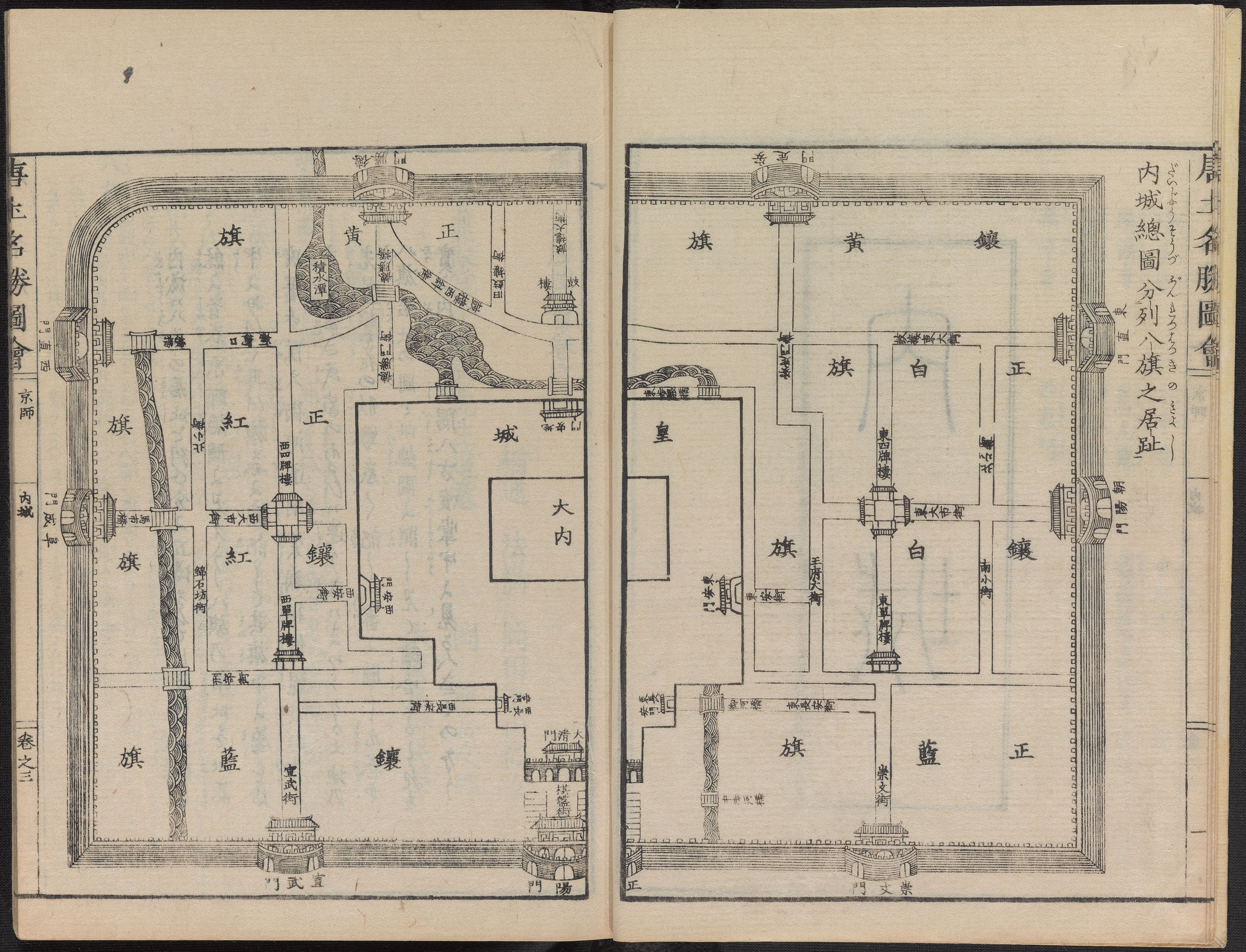
列有八旗驻扎之处的北京内城图，选自《唐土名胜图会》

清朝定都北京，是八旗的大本营。在京的八旗军队被称为“禁旅八旗”，又叫做“劲旅八旗”或“京旗”。清廷在北京城实施旗民分城居住的措施，按照军事大本营的规划将八旗分左右翼驻扎北京内城，皇城以外的地方。左翼四旗，镶黄旗在城东北，驻安定门内，依次而南为正白旗，驻东直门内，镶白旗驻朝阳门内，正蓝旗驻崇文门内；右翼四旗，正黄旗在城西北，驻德胜门内，依次而南为正红旗，驻西直门内，镶红旗驻阜成门内，镶蓝旗驻宣武门内。此后，虽然北京城作为军事大本营的性质逐渐弱化，但各旗驻防区域并未有任何改动。各旗官兵在行政上归本旗都统衙门直辖，有战事则出征，战毕即撤归京师，为清朝军事力量之根本。清末有禁旅八旗职官6680人，兵120309人。
禁旅八旗在军事体制上，又按照兵种独立编营，分为亲军、骁骑（马甲）、前锋、护军、步军（步甲）:112。其中，骁骑（马甲）营、护军营、步军（步甲）营均按旗分设，前锋营按左右翼分设，护军营与前锋营平时警卫宫禁，皇帝外出时扈从行营，是八旗兵的精锐。又從上列各營內選拔神机营（火槍），從前鋒營內選拔健锐营，從驍騎營漢軍內選拔槍營、炮營、藤牌營，從滿洲蒙古習火器兵中選火器营，是為特种兵:112。

#### 驻防八旗

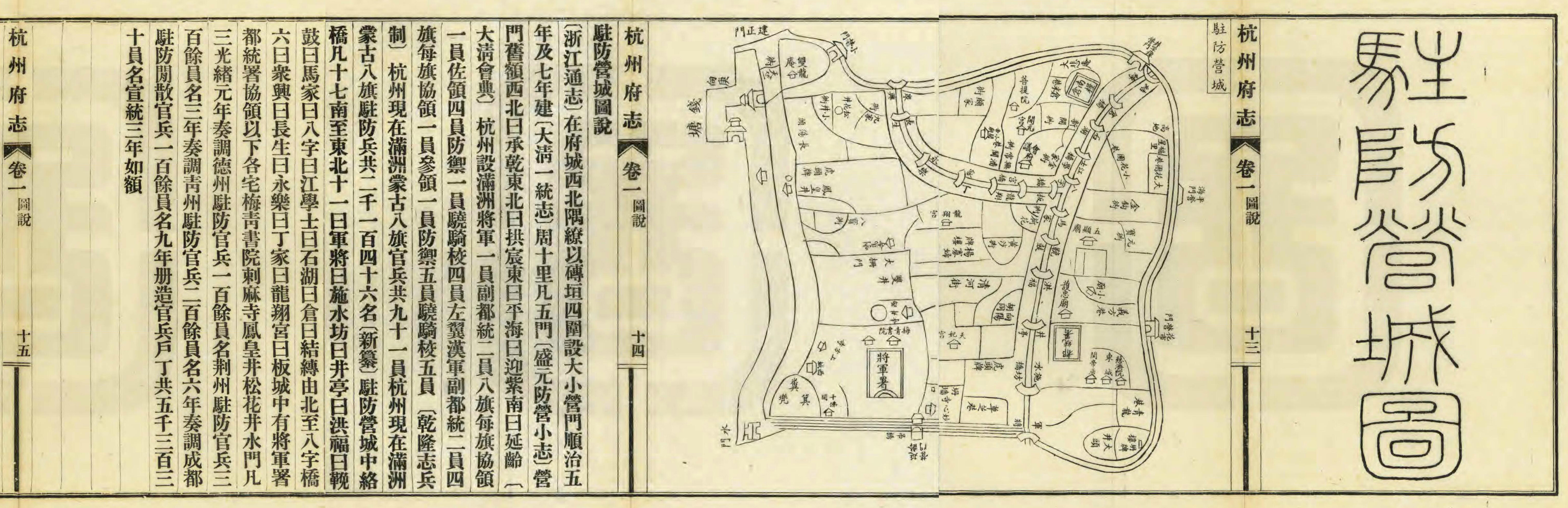
位于杭州城西、钱塘门与涌金门之间的驻防营城（俗称满城），始建于顺治五年（1648）

清朝为了更有效地以较少的八旗兵丁控制全国，采取了居重驭轻、重点配置的政策，因此清廷还将一部分旗兵陆续派往全国各地驻防，称为“驻防八旗”。八旗驻防制度开始于顺治朝，拓展于康、雍两朝，至乾隆朝形成定制。顺治年间，各地八旗驻防仅一萬五千余人，康熙、雍正年间渐增至九萬余人，清中叶达十万余人，自此，驻防八旗兵额大体与京旗持平，一直持续到清末。康熙至乾隆年间，八旗在滿洲的驻防地由十五处增至四十四处，在各省驻防地由九处增至二十处，乾隆年间在新疆新设八处。其中，配备在东北的兵力，约占驻防八旗总数的一半，而畿辅的驻防八旗又占东北地区以外驻防八旗的半数以上。相比之下，各省八旗驻防，一省不过一至三处。其中又以长江以北较多，湖南、江西、广西、贵州等处未设驻防。内地军事戍守的任务，主要由六十余万绿营兵擔任，八旗驻防起监视作用。八旗兵丁屯驻在全国七十余处重要城镇和水陆冲要，根据需要各设驻防将军、都统、副都统，或只设城守尉、防守尉为其统领，成为了清朝控制全国的重要力量。清廷在除了东北地区外的八旗驻防地也实施旗民分治之策，在这些地方修有满城以便管理，同时能尽可能的不被当地汉人所同化。
雍正帝曾说过：“驻防之地，不过出差之所，京师乃其乡土”。驻防各地的兵丁，最初是从京旗各佐领派拨的，并由这些来自不同旗、佐的兵丁，在驻防地组成新的佐领。但他们的户籍，仍隶属原旗原佐领。所以在清初一段时间里，驻防旗人仍把北京作为他们的故乡。随着驻防制度的固定化，驻防旗人的户籍虽然仍隶属原旗都统衙门，与本佐领的关系却逐步削弱，并在驻防当地形成新的旗人群体。八旗驻防制度的实施，使滿族的分布进一步呈现大分散小聚居的特点，分散在全国各地。南至广州、北抵瑷珲、西迄伊犁，最集中的地方则是北京城内外和畿辅。

### 清末概况
| 名称   | 旗帜 | 兵力                                 | 总人口    | 旗主     | 其他主要领主  | 备注                                                                               |
| ------ | ---- | ------------------------------------ | --------- | -------- | ------------- | ---------------------------------------------------------------------------------- |
| 鑲黄旗 |      | 86个佐领、两个半分佐领、兵力约30,000 | 约230,000 | 皇帝     | 无            | 头旗                                                                               |
| 正黄旗 |      | 92个佐领、两个半分佐领、兵力约32,000 | 约250,000 | 皇帝     | 无            |                                                                                    |
| 正白旗 |      | 86个佐领、兵力约30,000               | 约270,000 | 皇帝     | 无            | 顺治初年，旗主为睿亲王多尔衮。其死后，由顺治帝接掌，至此由皇帝亲统，成为上三旗之一 |
| 正红旗 |      | 84个佐领、兵力约26,000               | 约245,000 | 礼亲王   | 顺承郡王      |                                                                                    |
| 鑲白旗 |      | 84个佐领、兵力约26,000               | 约230,000 | 肃亲王   | 醇亲王        |                                                                                    |
| 鑲红旗 |      | 86个佐领、兵力约28,000               | 约230,000 | 克勤郡王 | 庄亲王        |                                                                                    |
| 正蓝旗 |      | 83个佐领、11个半分佐领、兵力约27,000 | 约250,000 | 豫亲王   | 睿亲王 怡亲王 |                                                                                    |
| 鑲蓝旗 |      | 87个佐领、1个半分佐领、兵力约28,000  | 约250,000 | 郑亲王   | 恭亲王 庆亲王 |                                                                                    |

## 註解
1. ↑  通常为四品官，有世袭和非世袭之分，世袭佐领按照功劳大小分主要分为勋旧、世管和互管佐领；非世袭由朝廷指派者称作公中佐领[9]。
2. ↑  通常为三品官，起初5佐领为1参领，但随着人口的增长，在康熙年间每参领都已二十个佐领左右[10]。蒙古旗由于人口较少，一旗只有两个参领[11]。
3. ↑  普通旗人自报家门时称“某佐领下”，而皇帝登记户口时则须写为“某佐领上”[25]。
4. 1 2  回部、回人，即今维吾尔族先民。

## 延伸阅读
[在维基数据编辑]
 《清史稿·卷130》，出自趙爾巽《清史稿》